# Piano di Chiavenna
Piano di Chiavenna este o arie protejată (arie specială de conservare — SAC, sit de importanță comunitară — SCI) din Italia întinsă pe o suprafață de 2.514 ha, integral pe uscat.

## Localizare
Centrul sitului Piano di Chiavenna este situat la coordonatele 46°15′04″N 9°24′29″E / 46.251°N 9.408°E.

## Înființare
Situl Piano di Chiavenna a fost declarat sit de importanță comunitară în iunie 1995 pentru a proteja 1 specie de plante și 22 de specii de animale. Situl a fost protejat și ca arie specială de conservare în aprilie 2014.

## Biodiversitate
Situată în ecoregiunea alpină, aria protejată conține 11 habitate naturale: Păduri de Castanea sativa, Păduri aluvionare cu Alnus glutinosa și Fraxinus excelsior (Alno-Padion, Alnion incanae, Salicion albae), Pajiști boreale și alpine pe substrat silicios, Pajiști uscate europene, Păduri alpine de Larix decidua și/sau Pinus cembra, Păduri pe pante, grohotișuri și ravene de Tilio-Acerion, Fânețe de joasă altitudine (Alopecurus pratensis, Sanguisorba officinalis), Formațiuni ierboase bogate în specii de Nardus, dezvoltate pe substraturi silicioase în zone montane (și în zone submontane, în Europa continentală), Lacuri eutrofice naturale cu vegetație de tip Magnopotamion sau Hydrocharition, Păduri acidofile de Picea de la nivel montan la nivel alpin (Vaccinio-Piceetea), Râuri de munte și vegetația erbacee de pe malurile acestora.
La baza desemnării sitului se află mai multe specii protejate:
- plante (1): mușchi (Dicranum viride)
- păsări (18): pescăruș albastru (Alcedo atthis), potârnichea de stâncă (Alectoris graeca saxatilis), acvilă de munte (Aquila chrysaetos), cocoșul de mesteacăn (Bonasa bonasia), buha (Bubo bubo), șorecarul comun (Buteo buteo), caprimulg (Caprimulgus europaeus), presură de munte (Emberiza cia), vânturel roșu (Falco tinnunculus), Hippolais polyglotta, sfrâncioc roșiatic (Lanius collurio), gaia neagră (Milvus migrans), mierlă albastră (Monticola solitarius), stârc de noapte (Nycticorax nycticorax), pitulice de munte (Phylloscopus bonelli), Ptyonoprogne rupestris, huhurez mic (Strix aluco),  cocoș de munte (Tetrao urogallus)
- nevertebrate (1): croitorul mare al stejarului (Cerambyx cerdo)
- pești (3): zglăvoacă (Cottus gobio), Salmo marmoratus, Telestes muticellus

Pe lângă speciile protejate, pe teritoriul sitului au mai fost identificate 10 specii de plante, 1 specie de amfibieni, 8 specii de mamifere, 1 specie de nevertebrate, 7 specii de pești, 2 specii de reptile.